# Poul Anderson
Poul William Anderson (ur. 25 listopada 1926 w Bristolu, Pensylwania, zm. 31 lipca 2001 w Orinda, Kalifornia) – amerykański pisarz science fiction i fantasy. Używał pseudonimów A.A. Craig, Michael Karegeorge, Winston P. Sanders.

## Życiorys
Urodził się jako Poul William Anderson w Bristolu (Pensylwania) jako syn inżyniera Antona Williama Andersona (z domu Andersen) i sekretarki Astrid Hertz. Jego rodzice pochodzili z Danii, ojciec nosił nazwisko Andersen, ale w czasie służby wojskowej w czasie I wojny światowej zmienił na bardziej anglosaskie „Anderson”. Przez krótki okres swojego życia, po śmierci ojca, Poul mieszkał z matką w Danii. Rodzina wróciła do Stanów po wybuchu II wojny światowej, najpierw do stanu Maryland, a następnie do brata jego matki w pobliżu Northfield (Minnesota), gdzie kupili 40-akrową farmę. Anderson uczęszczał do szkoły średniej w Northfield. W 1944 odrzucono go ze służby wojskowej z powodu blizny na bębenku ucha środkowego.
Wychowywał się głównie w Teksasie i Minnesocie. W 1948 ukończył fizykę na Uniwersytecie Minnesota. Interesował się również historią, językiem i literaturą rodzinnego kraju rodziców. Wiedzę tę wykorzystał później w swojej książkach. Poruszał się swobodnie zarówno w tak zwanej twardej fantastyce, jak i w fantasy.
Jego córka, Astrid, wyszła za mąż za znanego pisarza s-f Grega Beara.
Debiut literacki Andersona to opowiadanie napisane wspólnie z F.N. Waldropem Tomorrow’s Children w 1947. Był członkiem Fantasy Society w Minneapolis, gdzie początkowo mieszkał. W 1952 roku wydał pierwszą powieść Vault of the Ages. Był redaktorem i wydawcą wielu książek.
Był szóstym przewodniczącym Science Fiction and Fantasy Writers of America, przejmując urząd w 1972.
Zmarł na raka 31 lipca 2001 po miesięcznym pobycie w szpitalu.

## Nagrody
- Nagroda Hugo
  - 1961 krótka forma (short story) Najdłuższa podróż(inne języki) (The Longest Voyage)
  - 1964 krótka forma (short story) Nie będzie rozejmu z władcami(inne języki) (No Truce with Kings)
  - 1969 nowela (novelette) The Sharing of Flesh
  - 1972 opowiadanie (novella) Królowa powietrza i mroku(inne języki) (The Queen of Air and Darkness)
  - 1973 nowela (novelette) Pieśń pasterza(inne języki) (Goat Song)
  - 1979 nowela (novelette) Księżyc łowcy(inne języki) (The Hunter's Moon)
  - 1982 opowiadanie (novella) Psychodrama(inne języki) (The Saturn Game)
- Nagroda Nebuli
  - 1971 opowiadanie (novella) Królowa powietrza i mroku
  - 1972 nowela (novelette) Pieśń pasterza
  - 1981 opowiadanie (novella) Psychodrama
- Nagroda im. Johna W. Campbella za najlepszą powieść s-f
  - 2000 powieść Genesis
- Nagroda Prometeusza
  - 1985 powieść Trader to the Stars (w kategorii Hall of Fame Award for Best Classic Libertarian SF Novel)
  - 1995 powieść The Stars Are Also Fire
  - 1995 powieść The Star Fox (w kategorii Hall of Fame Award for Best Classic Libertarian SF Novel)
  - 2001 za całokształt twórczości (lifetime achievement)
- Nagroda Gandalfa (Gandalf Grand Master) (1978)

### King of Ys
- Roma Mater (1986) razem z Karen Kruse Anderson
- Gallicenae (1987) razem z Karen Anderson
- Dahut (1987) razem z Karen Anderson
- The Dog and the Wolf (1988) razem z Karen Anderson

### Tomorrow’s Children
- Tomorrow’s Children (1947) razem z F. N. Waldropem(inne języki)
- Chain of Logic (1947)

### Psychotechnic League
- Planet of No Return (inny tytuł Question and Answer) (1954)
- Star Ways (1956)
- The Snows of Ganymede (1958)
- Virgin Planet (1959)
- The Psychotechnic League (1981)
- Cold Victory (1982)
- Starship (1982)

### Hoka
- Earthman's Burden (1957) razem z Gordonem R. Dicksonem
- Star Prince Charlie (1975) razem z Gordonem R. Dicksonem
- Hoka! (1983) razem z Gordonem R. Dicksonem

### Time Patrol
- Strażnicy czasu (Guardians of Time, 1960)
- Time Patrolman (1983)
- The Year of the Ransom (1988)
- The Shield of Time (1990)
- The Time Patrol (1991)

### History of Rustum
- Orbita bez końca (Orbit Unlimited, 1961)
- New America (1982)

### Operation Otherworld
- Operation Chaos (1971)
- Operation Luna (1999)

### The Last Viking
- The Golden Horn (1980) razem z Karen Anderson(inne języki)
- The Road of the Sea Horse (1980) razem z Karen Anderson
- The Sign of the Raven (1980) razem z Karen Anderson

### Maurai
- Maurai and Kith (1982)
- Orion Shall Rise (1983)

### Harvest of Stars
- Harvest of Stars (1993)
- Gwiazdy są także ogniem (The Stars Are Also Fire, 1994)
- Harvest the Fire (1995)
- The Fleet of Stars (1997)

### Liga Polezotechniczna (Nicholas van Rijn)
- Wojna skrzydlatych (The War of the Wing-Men, 1958)
- Trader to the Stars (1964)
- The Trouble Twisters (1966)
- Satan's World (1969)
- The Earth Book of Stormgate (1978)
- Mirkheim (1977)
- The People of the Wind (1973)

### Imperium Ziemskie (Dominic Flandry)
- Ensign Flandry (1966)
- A Circus of Hells (1970)
- The Rebel Worlds (1969)
- The Day of Their Return (1973)
- Agent of the Terran Empire (1965)
- Flandry of Terra (1965)
- A Knight of Ghosts and Shadows (1974)
- A Stone in Heaven (1979)
- The Game of Empire (1985)
- The Long Night (1983)
- Let the Spacemen Beware (1963)

### Inne powieści
- Vault of the Ages (1952)
- Olśnienie (Brain Wave, 1954)
- Zaklęty miecz (The Broken Sword, 1954)
- No World of Their Own (1955)
- Perish by the Sword (1959)
- War of Two Worlds (1959)
- The Enemy Stars (inny tytułem We have fed our sea) (1959)
- Podniebna krucjata (The High Crusade, 1960)
- Murder in Black Letter (1960)
- Trzy serca i trzy lwy (Three Hearts and Three Lions, 1961)
- Twilight World (1961)
- After Doomsday (1962)
- The Makeshift Rocket (1962)
- Murder Bound (1962)
- Shield (1963)
- Three Worlds to Conquer (1964)
- The Corridors of Time (1965)
- The Fox, the Dog and the Griffin: A Folk Tale Adapted from the Danish of C. Molbeck (1966)
- World without Stars (1966)
- Tau Zero (1970)
- The Byworlder (1971)
- Tancerka z Atlantydy (The Dancer from Atlantis, 1971)
- Hrolf Kraki's Saga (1973)
- Stanie się czas (There Will Be Time, 1973) – wyd. pol. Prószyński Media, 2010, przeł. Tadeusz Markowski, ISBN 978-83-7648-421-1
- Fire Time (1974)
- Inheritors of Earth (1974) razem z Gordonem Eklundem(inne języki)
- A Midsummer Tempest (1974)
- The Winter of the World (1975)
- The Avatar (1978)
- The Demon of Scattery (1979) razem z Mildred Downey Broxon(inne języki)
- Conan buntownik (Conan the Rebel, 1980)
- The Devil's Game (1980)
- The Boat of a Million Years (1989)
- The Saturn Game (1989)
- The Longest Voyage (1991)
- War of the Gods (1997)
- Starfarers (1998)
- Genesis (2000)
- Mother of Kings (2001)
- For Love and Glory (2003)

### Zbiory opowiadań
- Orbit Unlimited (1961)
- Strangers from Earth (1961)
- Twilight World (1961)
- Un-Man and Other Novellas (1962)
- Time and Stars (1964)
- The Fox, the Dog, and the Griffin (1966)
- The Horn of Time (1968)
- Beyond the Beyond (1969)
- Seven Conquests (1969)
- Tales of the Flying Mountains (1970)
- The Queen of Air and Darkness and Other Stories (1973)
- The Many Worlds of Poul Anderson (inny tytuł The Book of Poul Anderson) (1974)
- Homeward and Beyond (1975)
- The Best of Poul Anderson (1976)
- Homebrew (1976)
- The Night Face & Other Stories (1979)
- The Dark Between the Stars (1981)
- Explorations (1981)
- Fantasy (1981)
- The Guardians of Time (1981)
- Winners (1981)
- Cold Victory (1982)
- The Gods Laughed (1982)
- Maurai & Kith (1982)
- New America (1982)
- Starship (1982)
- The Winter of the World / The Queen of Air and Darkness (1982)
- Conflict (1983)
- The Long Night (1983)
- Past Times (1984)
- The Unicorn Trade (1984) razem z Karen Anderson(inne języki)
- Dialogue with Darkness (1985)
- Space Folk (1989)
- The Shield of Time (1990)
- Alight in the Void (1991)
- The Armies of Elfland (1991)
- Inconstant Star (1991)
- Kinship with the Stars (1991)
- All One Universe (1996)
- Hoka! Hoka! Hoka! (1998) razem z Gordonem R. Dicksonem
- Going for Infinity

### Antologie
- Nebula Award Stories 4 (1969)
- The Day the Sun Stood Still (1972) razem z Gordonem R. Dicksonem i Robertem Silverbergiem
- A World Named Cleopatra (1977)